# إليزابيث يانغ ليدي كينيث
إليزابيث يانغ ليدي كينيث (بالإنجليزية: Elizabeth Young, Lady Kennet)‏ (14 أبريل 1923 - 30 نوفمبر 2014)؛ كاتِبة وشاعرة بريطانية.